# Zürcher Münzen

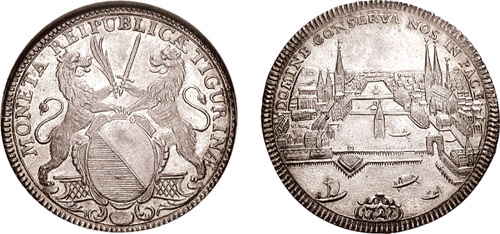
Taler von 1727

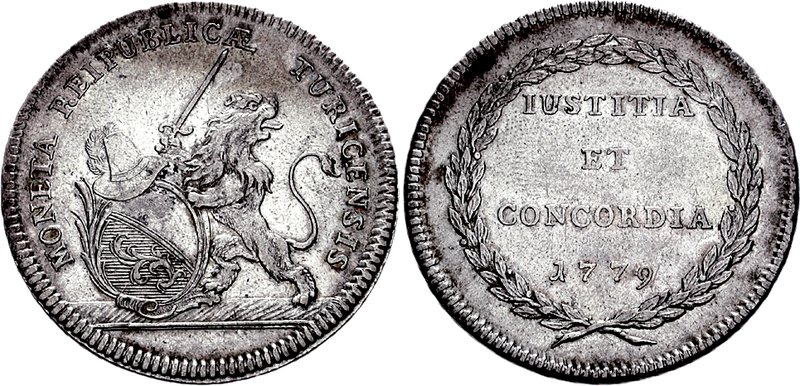
Taler von 1779

Die Münzgeschichte der Stadt Zürich beginnt bereits im 11. Jahrhundert, als die Abtei Fraumünster eigene Münzen prägte. Im 12. Jahrhundert unterhielten die Zähringer eine Münzprägestätte in Zürich. Die Stadt Zürich begann 1417, eigene Pfennige zu prägen (daneben Angster, Plappart, Kreuzer). Die letzten Kantonsmünzen vor der Einführung des Schweizer Frankens  1850 wurden 1848 geprägt.
Der erste Zürcher Taler erscheint 1512, noch mit den Stadtheiligen Felix, Regula und Exuperantius. Ab 1525 prägt das reformierte Zürich Münzen, die nur noch das Stadtwappen zeigen, ohne die Stadtheiligen.
Der Zürcher Taler war die grösste Zürcher Silbermünze, neben Goldmünzen (Dukat, 1/2 Dukat, 1/4 Dukat) und kleineren Münzen aus Silber (Gulden bzw. Halbtaler, Schilling, Batzen) und Billon (Haller, Rappen). Ein Taler unterteilte sich in 2 Gulden, die jeweils 36 Schilling wert waren. Ein Schilling bestand aus 4 Rappen oder 12 Haller. 11 Taler entsprachen einer Kölner Mark.
Nach 1803 prägte Zürich eine weitere Talermünze («Neutaler» 1813), nun allerdings mit der Denomination «40 Batzen», daneben Halbtaler («20 Batzen», 1813, 1826) und Fünfteltaler («8 Batzen», 1810, 1814).

## Münzen
Taler, Doppeltaler und halbe Taler wurden in Zürich zunächst im 16. Jahrhundert geprägt. Die älteste bekannte Münze ist ein Gulden aus dem Jahre 1512.
Im späten 18. Jahrhundert wurden Silbermünzen im Wert von 5 und 20 Schilling, ½ und 1 Taler geprägt.

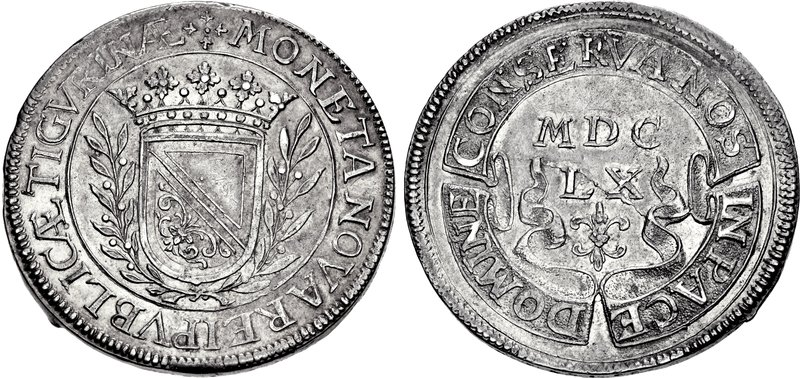
Wasertaler von 1660
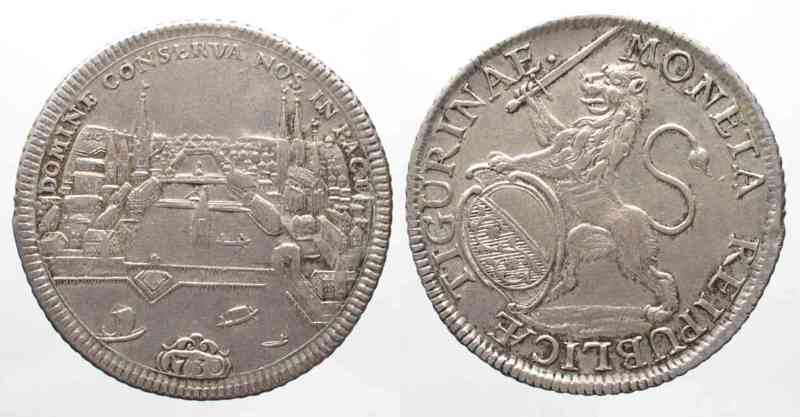
Taler von 1730 mit Stadtansicht
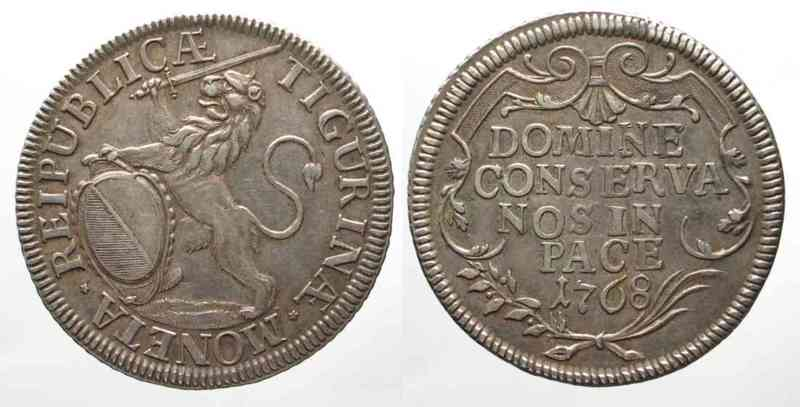
Taler von 1768 mit Wahlspruch
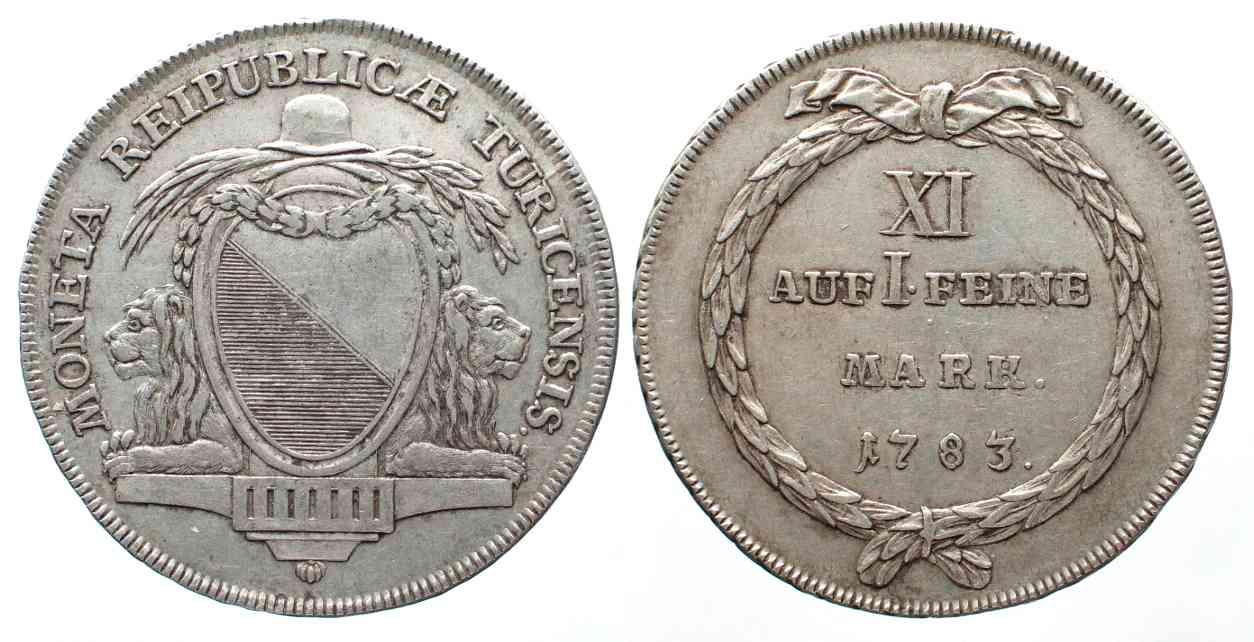
Taler von 1783, Wert im Lorbeerkranz
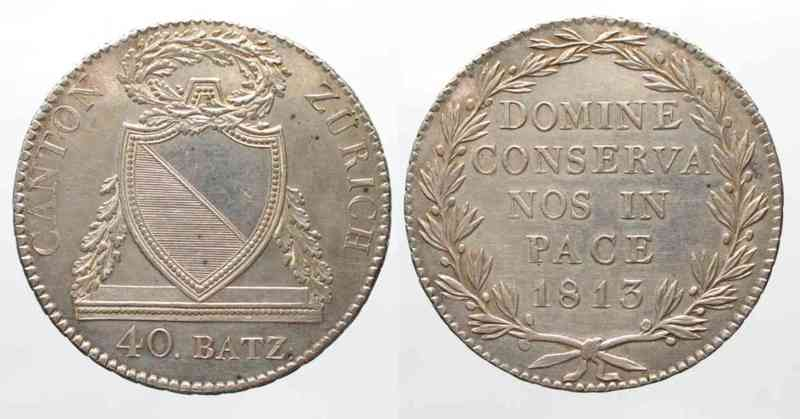
Taler von 1813 zu 40 Batzen